# Расин (Висконсин)
Раси́н (англ. Racine) — город в штате Висконсин (США), административный центр округа Расин.

## История
В 1832 году из северной части Нью-Йорка в пригород города переселились янки, пришедшие в поисках новых возможностей для коммерческой деятельности. В 1834 году капитан Гилберт Hэпп (Gilbert Knapp) основал посёлок Порт-Гилберт в самом устье реки Рут-Ривер. Позже Нэпп переименовал поселение, дав ему название реки Рут-Ривер (от англ. root — корень, источник) в переводе на французский язык — Расин (фр. racine — корень, начало). Предположительно, оригинальное название самой реки имело то же значение на языке местных индейцев.
До Гражданской войны в США Расин был известен тем, что активно выступал против рабства, многие беглые рабы спасались здесь от рабства. Жёны иммигрантов датчан, немцев и чехов селились в Расине в промежутке между Гражданской войной и Первой мировой войной. Во время Первой мировой войны здесь в большом количестве селились афроамериканцы, а примерно с 1925 года в Расин мигрируют мексиканцы.

## География
Расположен на западном берегу озера Мичиган в устье реки Рут-Ривер.
Согласно Бюро переписи населения США, общая площадь города составляет 40,56 км², из которых 40,08 км² — суша, а 0,48 км² — водная поверхность.

## Демография
Население округа составляло:
- по переписи 2010 года — 78 860 человек;
- по переписи 2000 года — 81 855 человек.

## Достопримечательности
- Маяк на мысе Уинд-Пойнт — в Национальном реестре исторических мест США.
- Зоологические сады Расина.

## Промышленность
В городе расположена штаб-квартира (здание построено по проекту Фрэнка Ллойда Райта в 1939 году) и крупнейшее предприятие компании S.C. Johnson & Son, Inc., на котором работает около 10 % населения города.